# Jean-André van der Mersch
Pour les articles homonymes, voir Vandermeersch.

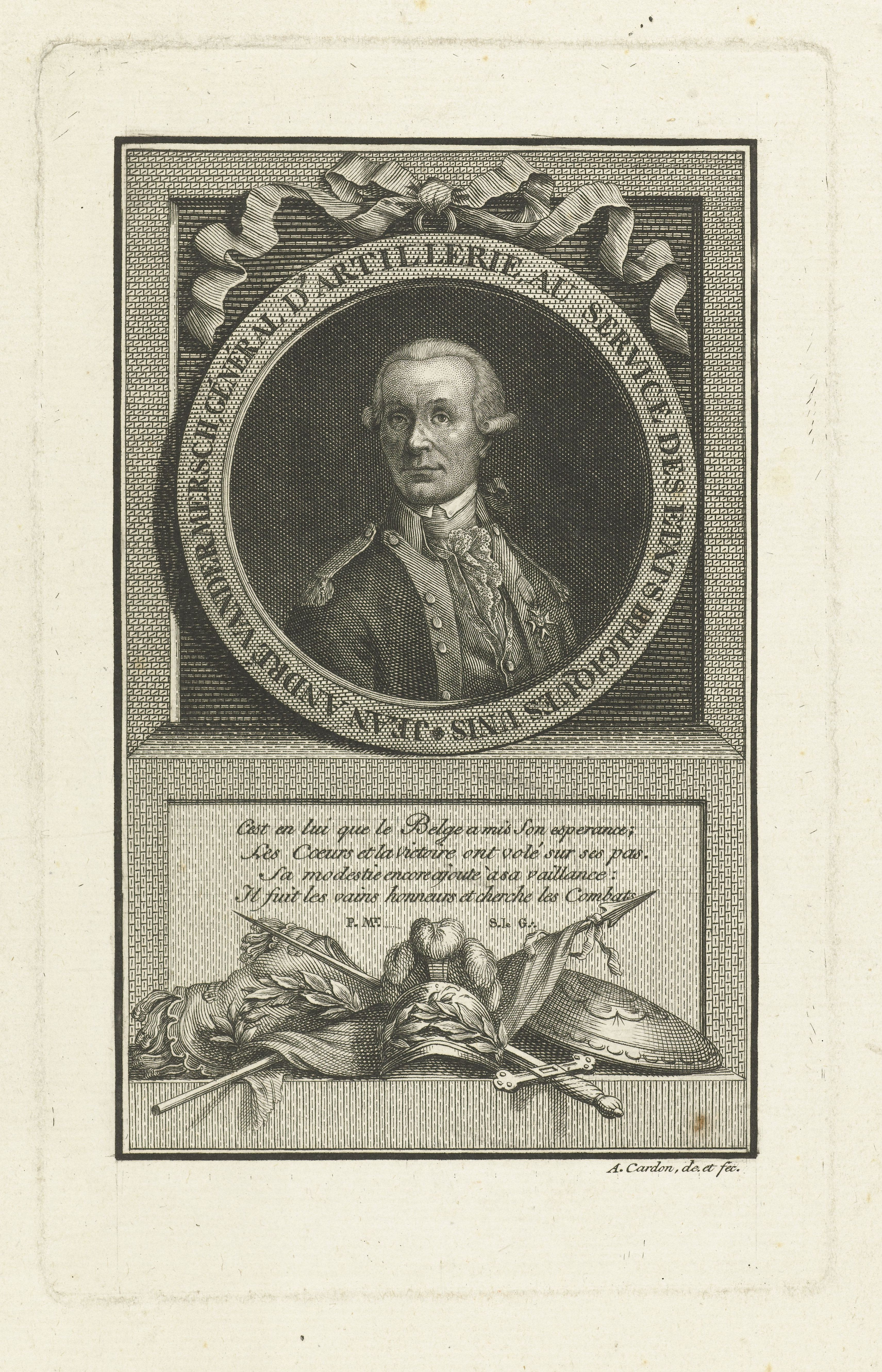
Jean-André van der Mersch, général d'artillerie

Jean-André van der Mersch (dit également: Jan Andries vander Mersch ou Jan André van der Meersch) (Menin, 10 février 1734 - Dadizele, 14 septembre 1792) est un général, figure de proue de la révolution brabançonne et connu pour sa victoire contre les Impériaux à la bataille de Turnhout.

## Biographie
Jean-André van der Mersch est le fils de Franciscus Ignatius van der Mersch et de Barbara Thérèse Warlop. Dès son plus jeune âge, il fut attiré par la chose militaire et s'engagea comme volontaire dans l'armée française en 1757. Pendant la guerre de Sept Ans, il se distingua sur plusieurs champs de bataille. C'est en tant que lieutenant-colonel qu'il revint dans sa région natale où il se maria en 1775 avec Emerence Titlin. Le couple s'établit à Dadizele. En 1778, il s'engagea pour une courte durée dans l'Armée impériale du Saint-Empire.
Cependant, à la suite des réformes radicales de l'empereur Joseph II, l'Église, l'aristocratie et la bourgeoisie s'allièrent et deux mouvements de résistance apparaissent, les Statistes (conservateurs) et les Vonckistes (démocrates).
Ce fut Jean-François Vonck par le biais des avocats Pieter Emmanuel de Lausnay (nl) et Jean-Joseph Raepsaet qui contacta le colonel en retraite van der Meersch pour le convaincre de prendre le commandement d'une armée de patriotes. Van der Meersch reçut le grade de lieutenant-général. Contre une Armée impériale fortement équipée et bien entraînée, l'armée des patriotes semblait avoir peu de chances. Pourtant, elle envahit la Belgique (Pays-Bas du Sud) à partir de Breda et, le 27 octobre 1789, eut lieu la bataille de Turnhout. Grâce à l'aide active de la population locale, les patriotes obligèrent les Impériaux à battre en retraite. Cette victoire eut un très grand retentissement dans les Pays-Bas autrichiens. Une dizaine de jours plus tard, il enleva Gand et Bruxelles évacués par les Impériaux sans effusion de sang.
Van der Meersch fut, grâce à cette victoire, considéré comme le héros de l'indépendance. Partout, il fut accueilli triomphalement. Après que les différentes provinces des Pays-Bas autrichiens déclarèrent séparément leur souveraineté, elles s'unirent en une confédération par un traité, le 11 janvier 1790, sous le nom d'États belgiques unis. Ce traité était fortement inspiré par la première constitution américaine. Le statiste Henri van der Noot, partisan d'une restauration des traditions politiques locales, devint président du Congrès. Par contre, les Vonckistes s'inspiraient des idées du siècle des lumières.
Les désaccords entre les deux courants politiques, Statiste et Vonckiste, s'aggravèrent rapidement. Le général van der Mersch soutenait Jean-François Vonck depuis que celui-ci lui avait offert le commandement des troupes. Pourtant, les Vonckistes, qui perdaient de l'influence dans l'opinion publique, lancèrent une campagne de dénigrement à l'encontre de van der Meersch. Emprisonné en avril 1790 avec son épouse dans la citadelle d'Anvers, il fut libéré en novembre sans réintégrer son commandement. Et en décembre 1790, les troupes du Saint-Empire rétablirent le pouvoir impérial face aux troupes de la révolution privées de leur chef emblématique. Ce fut la fin de la jeune république. Retraité sous l'occupation française, le premier commandant de l'armée belge indépendante décéda le 14 septembre 1792 à Dadizele.

## Hommages
En 1992, lors du 200e anniversaire de sa mort, le Comité van der Mersch édita un livre, fit frapper une médaille commémorative et une statue à son effigie fut élevée sur la place van der Mersch à Menin.

## Galerie

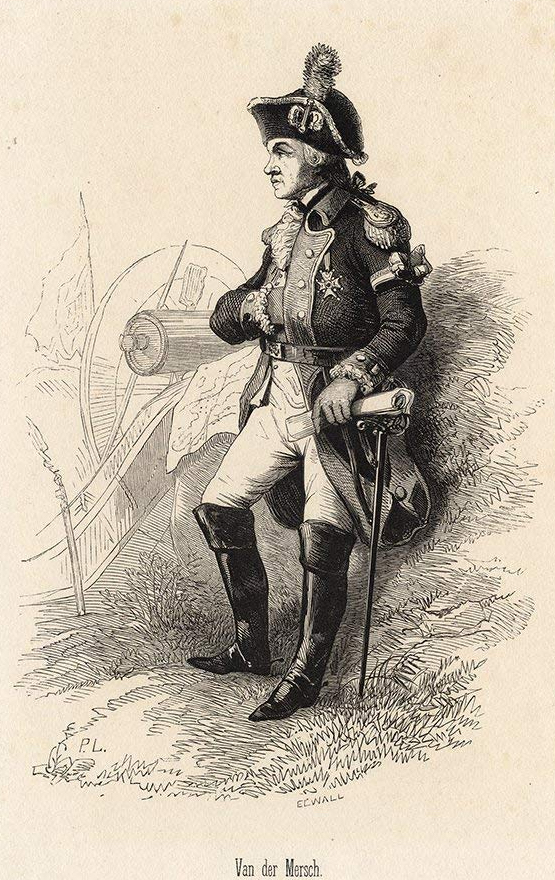
Jean-André Van der Mersch, général d'infanterie.
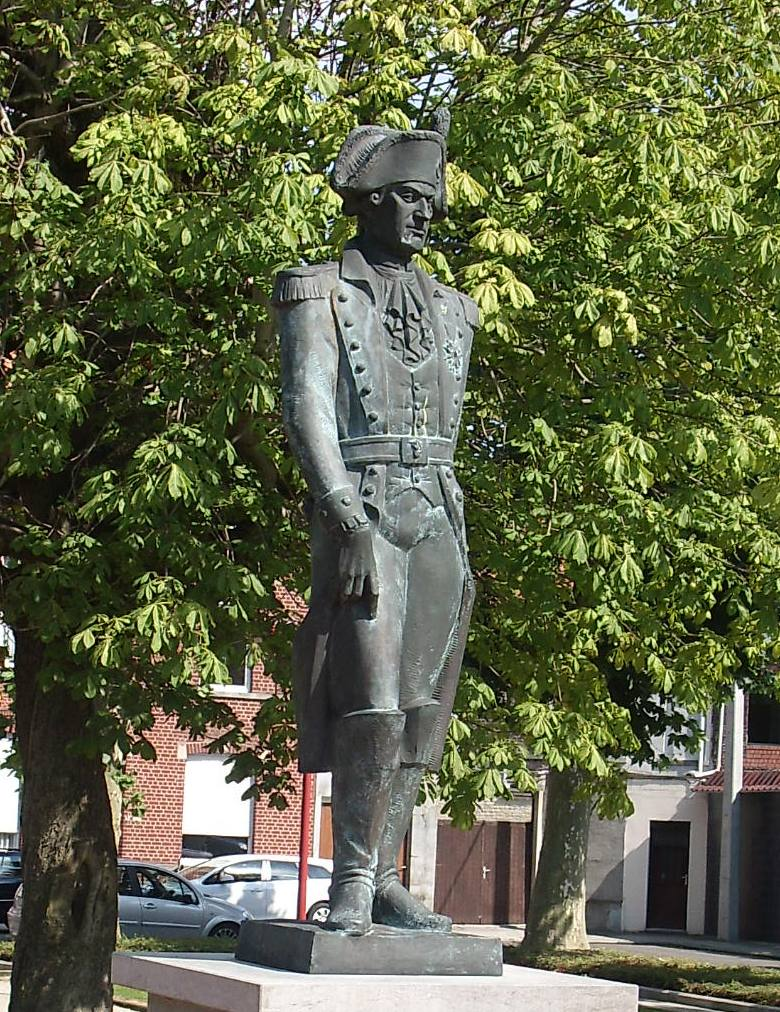
Statue de Van der Mersch à Menin, lors du 200e anniversaire de sa mort.
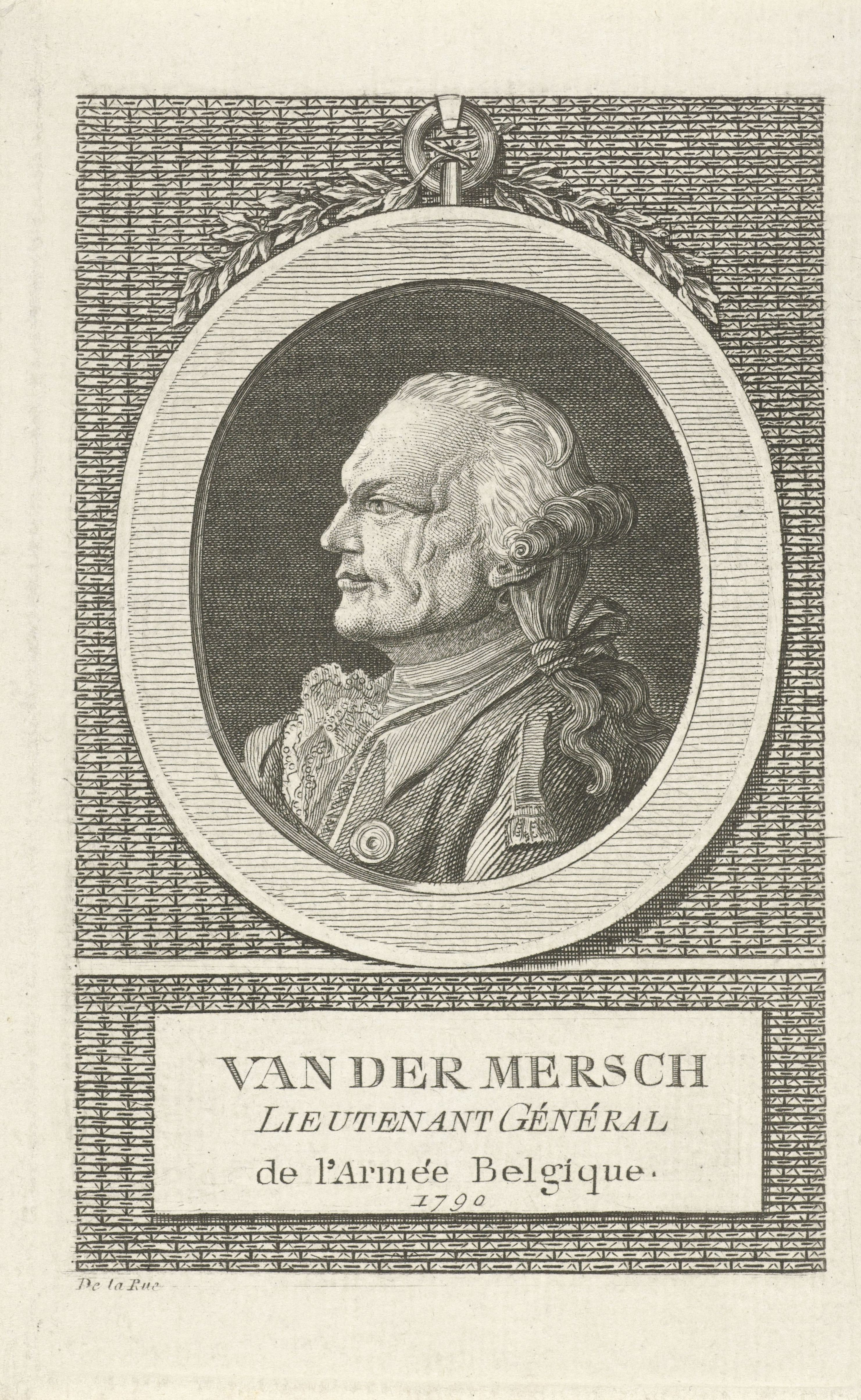
Jean-André Van der Mersch, lieutenant général de l'armée Belgique.
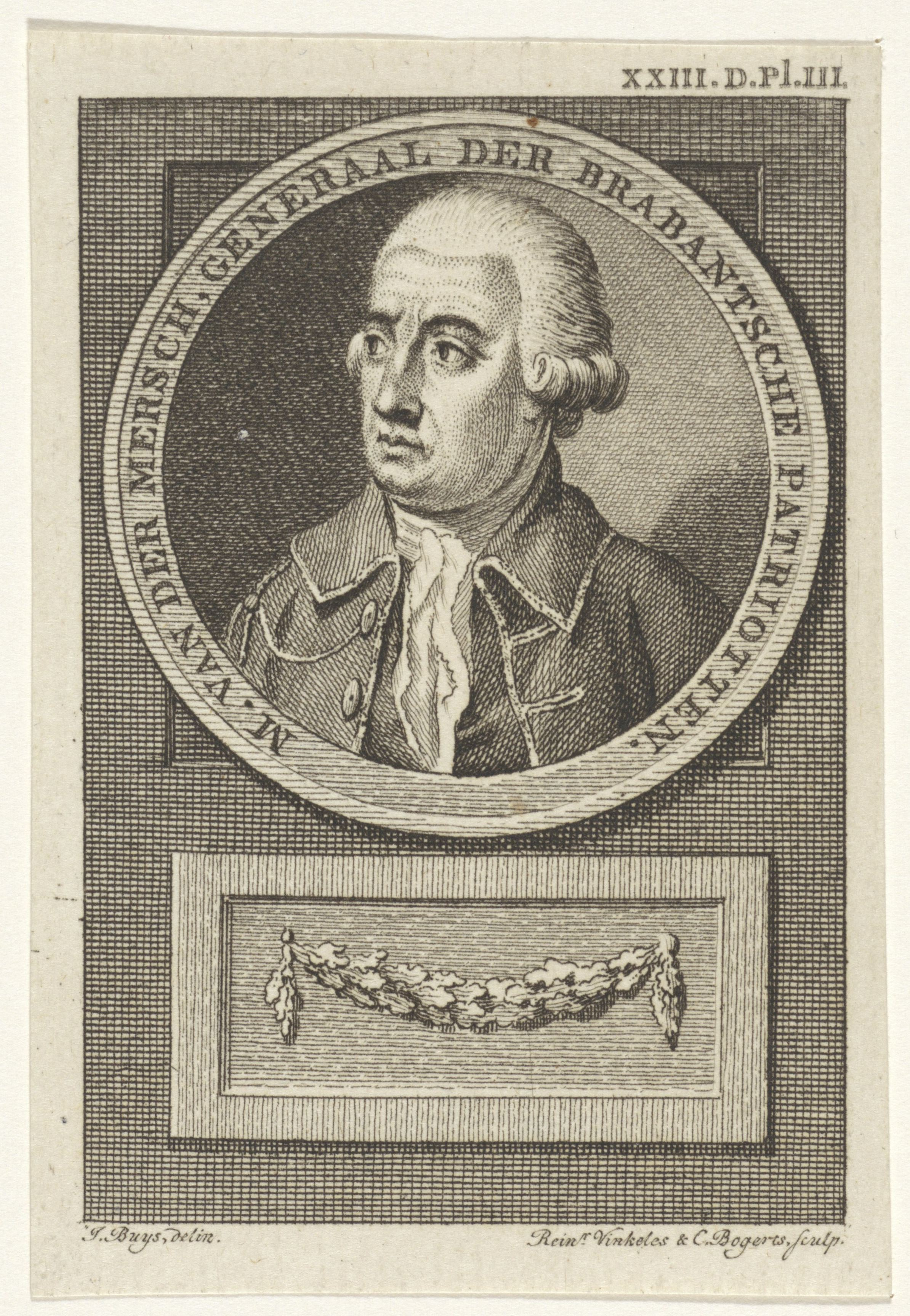
Van der Mersch, général des patriotes brabançons.
Portrait en buste de profil de Van der Mersch.

## Sources
- (nl) Cet article est partiellement ou en totalité issu de l’article de Wikipédia en néerlandais intitulé « Jan Andries vander Mersch » (voir la liste des auteurs).
- H. Vander Linden, Jean-André Van der Mersch, in: Biographie nationale, no XIV, 1897, col. 590-596
- (nl) Generaal J.A. Vander Mersch (1732-1792). Een Menenaar in de Brabantse Omwenteling, Menin, 1992

- Notices d'autorité :   - VIAF
  - ISNI
  - BnF (données)
  - LCCN
  - GND
  - Belgique
  - Pays-Bas
  - Vatican
  - WorldCat
- Notices dans des dictionnaires ou encyclopédies généralistes :   - Biografisch Portaal van Nederland
  - Britannica
  - Deutsche Biographie